# Bakhtiyaris
Els bakhtiyaris (també bakhtiaris) són un conglomerat d'ètnies emigrades al segle x des de Síria cap a l'Iran, coneguts fins al segle xv com a grans lurs. La seva tradició diu que no són iranians però es pensa que havien emigrat a Síria des de Bactriana (de la que deriva el seu nom bakhtiyari) o bé que són una branca del poble kurd. La seva religió és xiïta i la llengua d'origen iranià però molt barrejada amb paraules àrabs i lurs. A la meitat del segle XX eren uns 400.000.
El lloc de població bakhtiari és entre Esfahan i Khuzestan, a una regió muntanyosa on s'han trobat molts camps de petroli.
Es divideixen en dos grans grups:
- Haft Lang, amb 55 subtribus
- Txahar Lang, amb 24 subtribus

Fins al segle XX foren ramaders nòmades. Cada tribu estava manada per un kan que tenia residència a alguna vila a més d'una residència d'estiu al camp. Les dones bakhtiyaris no han de portar vel i gaudeixen de gran llibertat al territori tribal. Les dones dels kan exerceixen algunes funcions de govern en absència del marit.